# Safia phoenicopasta
Safia phoenicopasta är en fjärilsart som beskrevs av George Francis Hampson 1918. Safia phoenicopasta ingår i släktet Safia och familjen nattflyn. Inga underarter finns listade.